# Tartu Khan
Tartu Khan (1247 circa) è stato un condottiero mongolo, membro della famiglia reggente dell'Impero Mongolo discendente di Gengis Khan; era figlio di Toqoqan Khan e nipote di Batu, Khan fondatore dell'Orda d'Oro.

## Discendenza
Fu il padre di Tala Buga, Khan dell'Orda d'Oro.